# Notosuchia
Sous-ordre
Clades de rang inférieur
- † Ziphosuchia
- † Sebecosuchia

Familles de rang inférieur
- † Notosuchidae
- † Chimaerasuchidae
- † Comahuesuchidae
- † Candidodontidae
- † Sphagesauridae
- † Uruguaysuchidae[2]

Les Notosuchia (notosuchiens en français) sont un sous-ordre éteint de crocodylomorphes mésoeucrocodyliens qui vivait principalement au Gondwana pendant le Crétacé. Cependant l'inclusion du clade des Sebecosuchia parmi les notosuchiens, prolonge leur présence sur Terre jusqu'au Miocène moyen.
Leur fossiles ont été découverts en Amérique du Sud, en Afrique, en Europe et en Asie. 

## Description

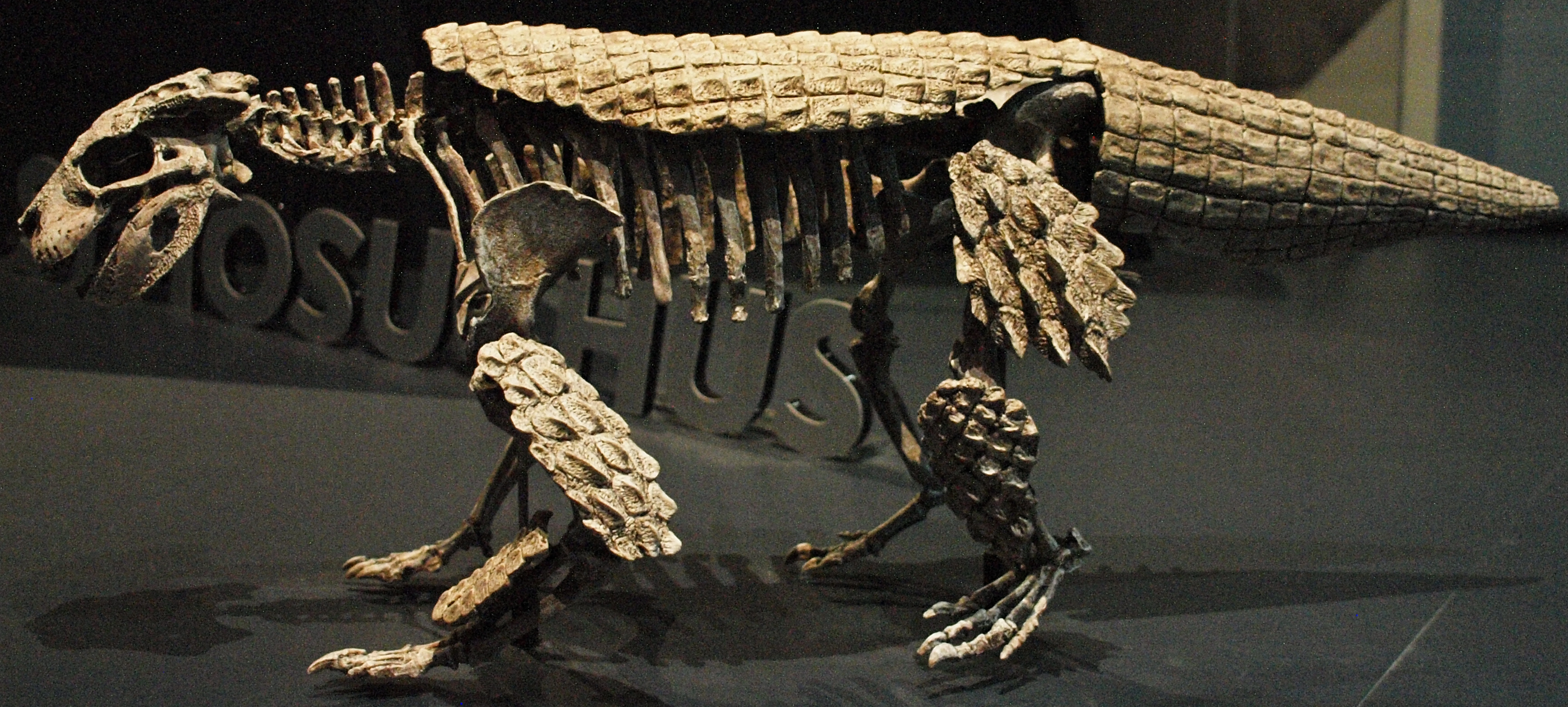
Squelette reconstitué d'un Notosuchia du genre Simosuchus au Musée royal de l'Ontario au Canada.

Les notosuchiens étaient généralement des animaux de petite taille, avec des corps élancés et des membres dressés. On considère que la caractéristique la plus distinctive en était la tête. Elle était le plus souvent courte et épaisse. Alors que la plupart étaient relativement étroites, certaines étaient très larges. Simosuchus avait un crâne large et une mâchoire de carlin, tandis que Anatosuchus avait un large museau plat comme celui d'un canard.
Il comprend de nombreux clades à caractères très inhabituels pour des crocodylomorphes, comme des dents de mammifères, des bandes de plaques cornées semblables à ceux des tatous (Armadillosuchus), ou peut-être des joues charnues et un museau de porc (Notosuchus).
Les dents varient considérablement selon les différents genres. Beaucoup avaient une denture hétérodonte. Souvent, on trouve des dents saillantes ressemblant à de grandes canines à l'avant de la bouche et une sorte de larges molaires à l'arrière. Certains genres, tels que Yacarerani et Pakasuchus, ont des dents très semblables à celles des mammifères. Leurs molaires sont complexes et multicuspides, et sont capables de se mettre en concordance avec une autre lorsque l'animal ferme la bouche. Certains genres tels que Malawisuchus avaient des articulations de la mâchoire qui leur permettait de déplacer la mâchoire d'avant en arrière dans un mouvement de cisaillement plutôt que de haut en bas.

## Paléobiologie
Les Notosuchia sont un clade de crocodiliens terrestres qui a évolué vers toute une gamme de comportements alimentaires : herbivores (Chimaerasuchus), omnivores (Simosuchus) et carnivores (Baurusuchus).

Une récente étude retrouve des notosuchiens tel que Araripesuchus wegeneri, Armadillosuchus arrudai, Baurusuchus sp., Iberosuchus macrodon, et Stratiotosuchus maxhechti comme organismes ectothermes.

## Classification

### Taxinomie
Le sous-ordre a été nommé en 1971 par Zulma Brandoni de Gasparini et a depuis subi de nombreuses révisions phylogénétiques.

#### Genres
La classification des Notosuchia est en mutation, mais les genres suivants sont généralement considérés comme notosuchiens :
| Genus            | Étage                     | Pays                              | Unite                                                                                  | Notes                                                                             | Images |
| ---------------- | ------------------------- | --------------------------------- | -------------------------------------------------------------------------------------- | --------------------------------------------------------------------------------- | ------ |
| Adamantinasuchus | Turonien - Santonien      | Brésil                            | Formation Adamantina                                                                   | Un carnivore avec une tête très courte et haute et de grands yeux                 |        |
| Anatosuchus      | Aptien - Albien           | Niger                             | Groupe de Tegama                                                                       | Un petit notosuchien de moins de 1 m de long avec un museau de canard.            |        |
| Araripesuchus    | Albien - Maastrichtien    | Madagascar Niger Brésil Argentine | Formation de Maevarano Formation d'Echkar Formation de Santana Formation de Candeleros | Cinq espèces connues, un record pour les notosuchiens                             |        |
| Armadillosuchus  | Turonien - Santonien      | Brésil                            | Formation Adamantina                                                                   | un sphagesauridé avec une carapace de tatou.                                      |        |
| Baurusuchus      | Turonien                  | Brésil                            | Formation Adamantina                                                                   | Un grand carnivore de 3,5 à 4 m de long                                           |        |
| Chimaerasuchus   | Aptien - Albien           | Chine                             | Formation de Wulong                                                                    | le premier notosuchien hétérodonte bien qu'il soit herbivore                      |        |
| Comahuesuchus    | Santonien                 | Argentine                         | Formation du Bajo de la Carpa                                                          |                                                                                   |        |
| Dentaneosuchus   |                           | France                            |                                                                                        | Superprédateur en Europe                                                          |        |
| Malawisuchus     | Début du Crétacé          | Malawi                            |                                                                                        | Un possible fouisseur qui pouvait déplacer sa mâchoire d'arrière en avant         |        |
| Mariliasuchus    | Campanien - Maastrichtien | Brésil                            | Formation Adamantina                                                                   |                                                                                   |        |
| Morrinhosuchus   | Turonien - Santonien      | Brésil                            | Formation Adamantina                                                                   |                                                                                   |        |
| Notosuchus       | Coniacien - Santonien     | Argentine                         | Formation de Bajo de la Carpa                                                          | Un notosuchien qui aurait pu avoir un museau de cochon                            |        |
| Pakasuchus       | Albien                    | Tanzanie                          |                                                                                        | Un notosuchien avec des dents de mammifères.                                      |        |
| Simosuchus       | Maastrichtien             | Madagascar                        |                                                                                        | Un omnivore à large museau avec des dents en pointe                               |        |
| Sphagesaurus     | Fin du Crétacé            | Brésil                            | Formation Adamantina                                                                   | Un notosuchien omnivore                                                           |        |
| Uruguaysuchus    | Santonien - Campanien     | Uruguay                           |                                                                                        |                                                                                   |        |
| Yacarerani       | Turonien - Santonien      | Bolivie                           |                                                                                        | un notosuchien avec des incisives de lapin trouvé à proximité de son probable nid |        |

### Phylogénie
La phylogénie du clade des Notosuchia est en constante révision.
En 2012, les paléontologues Mario Bronzati, Felipe Chinaglia Montefeltro et Max C. Langer ont réalisé une grande analyse phylogénétique des Crocodyliformes, incluant 184 espèces. Leurs résultats sont présentés dans le cladogramme suivant qui montre la position des Notosuchia par rapport aux Protosuchia, aux Crocodyliformes basaux et aux Neosuchia (ces derniers incluant les crocodiliens modernes). Dans cette phylogénie les notosuchiens regroupent 24 genres et 33 espèces, mis à jour à la suite de la description du « croco de las Hoyas » en 2017 :
- - †Kayentasuchus walkeri
  - Crocodyliformes
    - †Protosuchia
      - †Orthosuchus stormbergi
      - 
        - 
          - †Protosuchus richardsoni
          - †Hemiprotosuchus leali

        - 
          - † « formes de Kayenta »
          - †Edentosuchus tienshanensis

    - 
      - 
        - †Zaraasuchus shepardi
        - † « croco de las Hoyas » : Cassissuchus sanziuami[8]
        - † Gobiosuchus kielanae

      - 
        - †Eopneumatosuchus colberti
        - 
          - †Zosuchus davidsoni
          - 
            - 
              - †Sichuanosuchus shuhanensis
              - †Sichuanosuchus huidongensis

            - 
              - †Shantungosuchus hangjinensis
              - †Shantungosuchus chuhsiensis
              - †Shantungosuchus brachycephalus
              - †Neuquensuchus universitas

        - 
          - 
            - †Shartegosuchus asperopalatum
            - † « forme de Fruita » (Fruitachampsa callisoni)

          - 
            - 
              - †Hsisosuchus dashanpuensis
              - †Hsisosuchus chungkingensis

            - 
              - †Notosuchia
                - 
                  - †Araripesuchus wegeneri
                  - 
                    - †Araripesuchus tsangatsangana
                    - †Araripesuchus buitreraensis
                    - 
                      - †Araripesuchus patagonicus
                      - †Araripesuchus gomesii

                - 
                  - 
                    - †Uruguaysuchus terrai
                    - †Uruguaysuchus aznarezi

                  - 
                    - †Libycosuchus brevirostris
                    - 
                      - †Simosuchus clarki
                      - 
                        - 
                          - †Malawisuchus mwakasyungutiensis
                          - †Candidodon itapecuruense

                        - 
                          - 
                            - †Notosuchus terrestris
                            - 
                              - †Comahuesuchus brachybuccalis
                              - 
                                - †Mariliasuchus amarali
                                - 
                                  - †Yacarerani boliviensis
                                  - †Pakasuchus kapilimai
                                  - †Adamantinasuchus navae

                          - 
                            - †Stratiotosuchus maxhechti
                            - †Pehuenchesuchus enderi
                            - †Pabwehshi pakistanensis
                            - †Iberosuchus macrodon
                            - †Eremosuchus elkoholicus
                            - †Doratodon
                            - †Bergisuchus dietrichbergi
                            - †Baurusuchus salgadoensis
                            - †Baurusuchus pachechoi
                            - 
                              - †Chimaerasuchus paradoxus
                              - 
                                - †Sphagesaurus huenei
                                - †Sphagesaurus montealtensis

                            - 
                              - 
                                - †Sebecus huilensis
                                - †Sebecus icaeorhinus

                              - 
                                - « Croco d'Itaborai »
                                - †Bretesuchus bonapartei

              - 
                - †Anatosuchus minor
                - 
                  - 
                    - †Barcinosuchus gradilis
                    - †Itasuchus jesuinoi
                    - 
                      - †Miadanasuchus oblita
                      - †Trematochampsa taqueti
                      - †Caririsuchus camposi

                    - 
                      - 
                        - †Kaprosuchus saharicus
                        - †Mahajangasuchus insignis

                      - †Peirosauridae
                        - †Hamadasuchus rebouli
                        - 
                          - †Montealtosuchus arrudacamposi
                          - †Uberabasuchus terrificus
                          - 
                            - †Peirosaurus torminni
                            - †Lomasuchus palpebrosus

                  - Neosuchia  > vers les crocodiliens modernes

Un autre cladogramme simplifié ci-dessous reprend l'analyse la plus complète des notosuchiens réalisée par Diego Pol et ses collègues en 2014. Elle compile plusieurs études phylogénétiques antérieures pour aboutir à une matrice incluant 109 Crocodyliformes et genres proches dont 412 caractères morphologiques sont étudiés. Les Notosuchia selon D. Pol et al. regroupent 45 genres et 54 espèces :
- Notosuchia
  - 
    - Uruguaysuchidae
      - Araripesuchus tsangatsangana
      - 
        - Anatosuchus
        - Araripesuchus wegeneri

      - 
        - Araripesuchus buitreraensis
        - 
          - Araripesuchus gomesii
          - 
            - Araripesuchus patagonicus
            - Uruguaysuchus

    - 
      - Stolokrosuchus
      - 
        - Mahajangasuchidae
          - Kaprosuchus
          - Mahajangasuchus

        - Peirosauridae
          - Hamadasuchus
          - 
            - Gasparinisuchus
            - Lomasuchus
            - Montealtosuchus
            - Uberabasuchus

  - 
    - Candidodon
    - Ziphosuchia
      - Libycosuchus
      - 
        - Simosuchus
        - 
          - 
            - Malawisuchus
            - Pakasuchus

          - 
            - 
              - Morrinhosuchus
              - 
                - Notosuchus
                - 
                  - Coringasuchus
                  - Labidiosuchus
                  - Mariliasuchus
                  - Sphagesauridae
                    - 
                      - Adamantinasuchus
                      - Yacarerani

                    - 
                      - 
                        - Caipirasuchus stenognathus
                        - 
                          - Caipirasuchus paulistanus
                          - Caipirasuchus montealtensis

                      - 
                        - Sphagesaurus
                        - 
                          - Armadillosuchus
                          - Caryonosuchus

            - 
              - Chimaerasuchus
              - 
                - Comahuesuchus
                - Sebecosuchia
                  - Pabwehshi
                  - Baurusuchidae
                    - Cynodontosuchus
                    - 
                      - Pissarrachampsa
                      - 
                        - Stratiotosuchus
                        - 
                          - Campinasuchus
                          - 
                            - Baurusuchus albertoi
                            - 
                              - Baurusuchus pachecoi
                              - Baurusuchus salgadoensis

                  - 
                    - 
                      - Bergisuchus
                      - Iberosuchus

                    - Sebecidae
                      - 
                        - Lorosuchus
                        - Pehuenchesuchus

                      - 
                        - Barinasuchus
                        - 
                          - 
                            - Ayllusuchus
                            - Bretesuchus

                          - 
                            - « forme de Lumbrera »
                            - Langstonia
                            - Sebecus
                            - Zulmasuchus